# Eleccions parlamentàries finlandeses de 1922
Les eleccions parlamentàries finlandeses del 1922 es van celebrar el dia 1 de juliol de 1922. El partit més votat fou el socialdemòcrata, però es formà un govern d'agraris, liberals i suecs dirigit per Aimo Cajander com a primer ministre de Finlàndia.

## Resultats
|                       |                                     |           |        |          |     |  |
| Partit                | Partit                              | Vots      | %      | Escons   | +/– |  |
|                       | Partit Socialdemòcrata              | 216,861   | 25.06  | 53 / 200 | 27  |  |
|                       | Lliga Agrària                       | 175,401   | 20.27  | 45 / 200 | 3   |  |
|                       | Partit de la Coalició Nacional      | 157,116   | 18.15  | 35 / 200 | 7   |  |
|                       | Partit Socialista dels Treballadors | 128,181   | 14.81  | 27 / 200 | Nou |  |
|                       | Partit Popular Suec                 | 107,414   | 12.41  | 25 / 200 | 3   |  |
|                       | Partit Nacional Progressista        | 79,676    | 9.21   | 15 / 200 | 11  |  |
|                       | Altres                              | 772       | 0.09   | 0 / 200  | =   |  |
| Total                 | Total                               | 865,421   | 100    | 200      | =   |  |
|                       |                                     |           |        |          |     |  |
| Vots vàlids           | Vots vàlids                         | 865,421   | 99.38  |          |     |  |
| Invàlids / en blanc   | Invàlids / en blanc                 | 5,404     | 0.62   |          |     |  |
| Vots totals           | Vots totals                         | 870,825   | 100.00 |          |     |  |
| Votants Registrats    | Votants Registrats                  | 1,489,022 | 58.48  |          |     |  |
| Font: Nohlen & Stöver |                                     |           |        |          |     |  |